# Rio Brateş
O Rio Brateş é um rio da Romênia afluente do Rio Tarcău, localizado no distrito de Neamţ.